# 小行星8279
小行星8279（8279 Cuzco）是一颗绕太阳运转的小行星，为主小行星带小行星。该小行星于1991年8月6日发现。

## 轨道参数
小行星8279的轨道半长轴为2.8298932 UA，离心率为0.035。